# Francie na Zimních olympijských hrách 1932
Francii na Zimních olympijských hrách v roce 1932 reprezentovala výprava 8 sportovců (7 mužů a 1 žena) ve 3 sportech.

## Medailisté
| Medaile | Jméno                               | Sport         | Soutěž            |
| ------- | ----------------------------------- | ------------- | ----------------- |
| Zlato   | Andrée Joly-Brunetová Pierre Brunet | Krasobruslení | Sportovní dvojice |